# Anisodes hypomion
Anisodes hypomion är en fjärilsart som beskrevs av Louis Beethoven Prout 1933. Anisodes hypomion ingår i släktet Anisodes och familjen mätare. Inga underarter finns listade i Catalogue of Life.